# Нагрудний знак підводника (1918)
Нагрудний знак підводника (нім. U-Boot-Kriegsabzeichen) — бойовий нагородний знак кайзерліхмаріне, яким нагороджували моряків, що брали участь у трьох і більше бойових походах, або провели більш як 150 днів у морі, або які зазнали поранення в бою.

## Історія
Перший нагрудний знак для особового складу німецького підводного флоту був заснований 1 лютого 1918 року наказом імператора Вільгельма II. Німецькі підводники отримали свій знак пізніше, ніж більшість їхніх колег з інших країн. Наприклад, в Росії «Знак про закінчення Офіцерського класу підводного плавання» був заснований в 1909 році, а в Австро-Угорщині знак «Член команди підводного човна» з'явився в 1910 році. Але німецький знак для підводників відрізнявся від аналогічних своїм статусом.
Оскільки знак з'явився тільки в кінці Першої світової війни, то не всі німецькі підводники його отримали. І перш за все це стосується тих героїв глибин, хто знайшли собі могилу на дні океанів і морів. Серед них такі відомі, як Отто Едуард Веддіген і Вальтер Швігер. Масово знаком стали нагороджувати вже після закінчення Першої світової війни, і нагородження затягнулися на довгий час.
У період Другої світової війни цей нагрудний знак, нарівні з новими зразками нагород, продовжували випускати з використанням оригінальних форм. Його виготовлення та вручення тривало аж до кінця 1970-х років.
Зараз на антикварному ринку цей знак зустрічається часто, хоча в основній масі це чудово зроблені копії.

## Статут нагороди

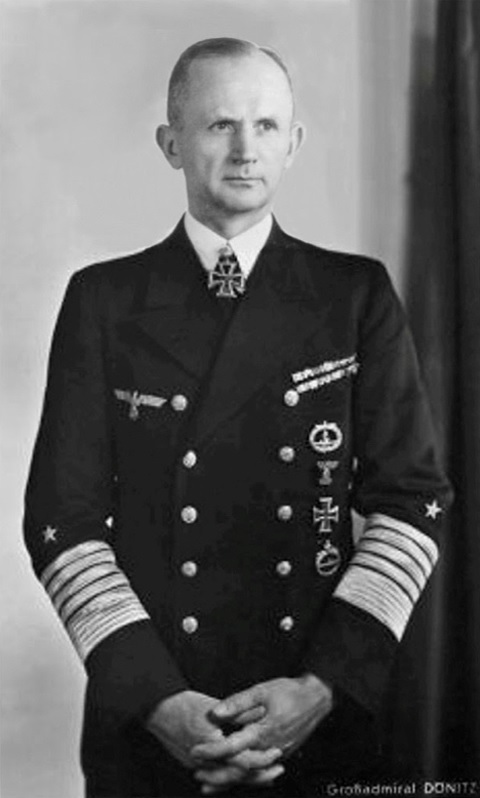
Грос-адмірал Карл Деніц (1943). На лівому боці грудей помітні нагрудні знаки підводника зразка 1939 року з діамантами (вгорі) і 1918 року (під Залізним хрестом).

Знак підводника не була кваліфікаційним, а видавався за певні досягнення в службі.
Нагорода вручалася рядовому і офіцерському складам екіпажів підводних човнів, які вчинили не менше трьох успішних бойових походів, або зазнали поранення в ході результативної бойової операції. Згодом критерії для отримання Знака були спрощені — участь у двох бойових походах і загальне перебування у відкритому морі протягом не менше 150 діб. У цей термін, проте, не входило перебування на березі в очікуванні виходу в море. Після звільнення з лав Імператорських ВМС знак підводника залишався у нагородженого і поверненню не підлягав.
Знак носився з лівого боку на кітелі під Залізним хрестом 1-ого класу або аналогічною нагородою, причому право його носіння мали як кадрові військовослужбовці флоту, так і ті, що знаходяться в запасі
Якщо кавалер даного знака нагороджувався і знаком зразка 1939 року, то носилися обидва знака. Кавалерів двох знаків було не багато, найвідомішим був грос-адмірал Карл Деніц.

## Опис
Знак являв собою силует підводного човна, накладений на лавровий вінок (згідно з офіційним описом, нижня половина вінка мала складатися з дубового листя, а верхня — з листя лавра, однак на всіх випущених знаках вінок повністю лавровий), перевитий стрічкою і увінчаний імперською короною.
Дизайн знака підводника був розроблений Вальтером Шотом і перші, срібні варіанти знака на реверсі несли його ім'я.
Знак підводника випускався різними виробниками з нейзильберу, срібла і латуні для приватної продажу ветеранам і після Першої світової війни. Переважна більшість знаків відповідали документам і були виконані з міді з подальшим золоченням. Варіанти, виготовлені зі срібла, можливо, призначалися для технічного персоналу підводного флоту.
Можна припустити, що, як і в інших родах військ німецької імперії, існували і вишиті ниткою або канителлю відповідного кольору знаки. Однак, підтвердження цьому факту поки не знайдено, та й офіційно їх носіння на флоті заборонялося.
Знаки 1-го зразка, що мали розміри 58×58 мм, виготовляли методом штампування, при цьому вони були порожніми зсередини. Знаки 2-го зразка, зменшені в розмірах до 48×46 мм, виробляли також методом штампування, але їх зворотний бік міг бути суцільним.
Для кріплення нагороди до військовій формі служила горизонтально розташована шпилька, на яку часто ставили клеймо виробника. Також це клеймо могли штампувати і на зворотному боці вінка. Відомі зразки, виготовлені з цинку. Вони були зроблені більш грубо, мали менш чітке опрацювання деталей, слабке кріплення; клейма на таких знаках зазвичай були відсутні.
Разом зі знаком нагородженому вручали нагородний лист, надрукований друкарським способом або, в самому кінці війни, документ, надрукований вручну на друкарській машинці.
Зустрічаються також знаки, у яких для кріплення нагороди до військової формі служила вертикально розташована шпилька, можливо, що це сучасні копії.

### Мініатюрна копія
Виготовлялись також знаки популярного на початку ХХ століття зменшеного розміру і мініатюри. Через кілька років після закінчення війни з'явився неофіційний зменшений варіант знака розміром 34×29 мм.
На його базі знака пізніше був створений знак асоціації німецьких ветеранів-підводників Першої світової війни, що являв собою мініатюру знака, підвішену на кільці до стрічки василькового кольору. На такий стрічці носяться німецькі медалі за вислугу років, а мініатюрний знак підводника підкреслював, що у власника є його повнорозмірна копія і він дійсно служив на підводних човнах у роки Першої світової війни.
Також на основі знака виготовлялася пам'ятна шпилька для краватки.